# Incendios forestales de Córdoba de 2003
Los incendios forestales de Córdoba de 2003 fueron una seguidilla de focos ígneos en las zonas de bosques y rurales de la provincia de Córdoba. Estos fueron los más graves de la década 2000-2010, ya que se quemaron casi 139 mil hectáreas, la mayoría de ellas en zonas de bosques y pastizales de las Sierras de Córdoba. Los valles más afectados fueron tres: el Punilla, Paravachasca y el Calamuchita. Estos se prolongaron desde mediados de agosto hasta casi finales de noviembre.
Los incendios forestales en la provincia son muy comunes en invierno por los pastizales secos y que a causa de la acción del hombre (ya que prácticamente durante la época no llueve) estos se incendian provocando la quema de cientos de hectáreas. Pero, a diferencia de otros incendios, los de este año fueron los más graves de la historia.

## Situación
Todo se dio inicio en la zona norte del Valle de Punilla el 10 de agosto, más de 12 dotaciones de bomberos comenzaron a trabajar en el frente de fuego que llegaba a los 5 kilómetros de frente.
Era el 13 de agosto y comenzó un nuevo frente de incendio, esta vez en la zona del Observatorio Bosque Alegre, en el Valle de Paravachasca. Con el correr de las horas, dicho obvservatorio se vio amenzadado, y fue evacuado por el extremo riesgo que corría de incendiarse; mientras tanto, en Villa Carlos Paz se estaban dando los primeros frentes, que antes de la noche de ese mismo día, se unificó con el proveniente de Bosque Alegre.
Durante el 14 de agosto, la situación en Bosque Alegre y Carlos Paz estaba controlada, pero el norte del valle de Punilla empeoró su situación.El frente de fuego comenzó a arrasar con casas y amenazaba a los poblados, en el sector donde las sierras va perdiendo altura el fuego avanzaba mientras que para el sentido contrario era la misma situación.
Fue el 15 de agosto de ese 2003 cuando al pie de las Sierras Chicas se iniciaba un frente más, amenazando poblados de ambos lados de este cordón, entre ellas nuevamente Carlos Paz y Río Ceballos. En Punilla la situación seguía gravísima.
El 16 de agosto, en la zona de Sierras Grandes empezó a darse un nuevo frente, esta vez en la zona de Copina, extendiéndose por toda Traslasierra y amenazando al PN Quebrada del Condorito.
El 17 de agosto, el fuego se inicia entre el límite sur del Valle de Paravachasca y el límite norte del Valle de Calamuchita. El primer frente comenzó en Villa Ciudad de América y amenazó por todo una día a Potrero de Garay, hasta que al día siguiente las llamas cruzaron el río San Pedro y comenzaron a arrasar. En este frente, un matrimonio murió calcinado cuando intentaron proteger su casa; fueron encerrados por las llamas. Aquí también apareció una gran heroína; Marta Pons, quien luchó con su esposo contra las llamas y logró salvar la escuela de la que ella es directora. Fue elegida Cordobesa del Año en ese 2003.
Para el 20 de agosto, la mayoría de los incendios estaban bajo control, más de uno se reavivó hasta que en los primeros días de septiembre lograron apagarlos; pero, debido a la falta de lluvias, decretaron emergencia y "guardia de cenizas".
Durante el mes de septiembre y octubre se dieron algunos incendios rurales. Durante noviembre, nuevamente las sierras eran azotadas por los incendios: en el Valle de Calamuchita se dieron focos ígneos en zonas vírgenes, y donde el fuego no había llegado durante agosto, afectando áreas y urbes como Villa General Belgrano, Santa Rosa de Calamuchita, Villa Ciudad Parque Los Reartes y La Cumbrecita. También fue afectada la zona de las Sierras de Pocho, al pie de Traslasierra.

## Zonas afectadas

### Valle de Punilla
| Ubicación | Zona             | Localidades afectadas y/o amenazadas |
| --------- | ---------------- | --- |
|           | Valle de Punilla | - San Marcos Sierras - Charbonier - Capilla del Monte - Los Cocos - Cruz Chica - La Cumbre - Villa Giardino - Huerta Grande - La Falda - Valle Hermoso - Cosquín - Santa María de Punilla - Bialet Massé - Tanti - Villa Carlos Paz - Villa Icho Cruz - San Antonio de Arredondo. |

### Sierras Chicas (Este)
| Ubicación | Zona                  | Localidades afectadas y/o amenazadas                                                                                                  |
| --------- | --------------------- | --- |
|           | Sierras Chicas (Este) | - Ascochinga - La Granja - Agua de Oro - El Manzano - Salsipuedes - Río Ceballos - Unquillo - Mendiolaza - Villa Allende - La Calera. |

### Valle de Paravachasca
| Ubicación | Zona                  | Localidades afectadas y/o amenazadas |
| --------- | --------------------- | --- |
|           | Valle de Paravachasca | - Falda del Carmen - Alta Gracia - Anizacate - Villa La Bolsa - Villa Los Aromos - La Serranita - Villa Ciudad de América - Potrero de Garay - San Clemente. |

### Valle de Calamuchita
| Ubicación | Zona                 | Localidades afectadas y/o amenazadas                                                                                 |
| --------- | -------------------- | --- |
|           | Valle de Calamuchita | - La Cumbrecita - Villa Ciudad Parque Los Reartes - Los Reartes - Santa Rosa de Calamuchita - Villa General Belgrano |

### Valle de Traslasierra
| Ubicación | Zona                  | Localidades afectadas y/o amenazadas               |
| --------- | --------------------- | -------------------------------------------------- |
|           | Valle de Traslasierra | - Copina - Parque nacional Quebrada del Condorito. |

### Sierras de Pocho
| Ubicación | Zona             | Localidades afectadas y/o amenazadas |
| --------- | ---------------- | ------------------------------------ |
|           | Sierras de Pocho | - San Carlos Minas - Salsacate.      |

## Consecuencias
A causa de los incendios, dos personas murieron cuando luchaban contra las llamas en una estancia en Villa Ciudad de América; 138.340 hectáreas fueron quemadas según datos oficiales de Agencia Córdoba Ambiente; más de un millón y medio de árboles desaparecieron, que según datos, tardarían 25 años en recuperarse; hubo un total de 23 focos ígneos; más de 500 evacuados entre pobladores y turistas.